# Philipp I. (Hanau-Lichtenberg)

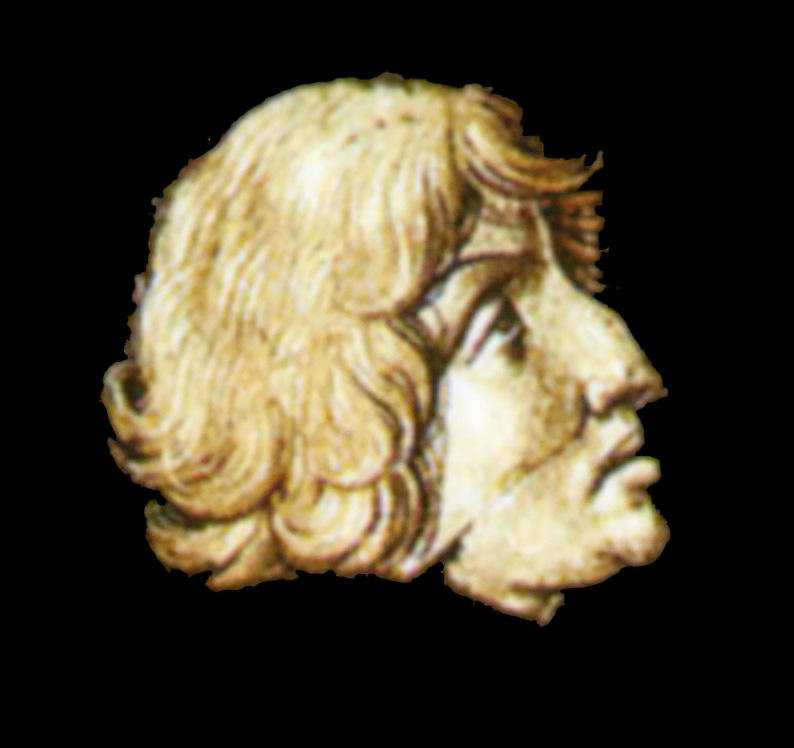
Philipp I. – Ausschnitt aus einem Buntglasfenster aus der Adelphus-Kirche in Neuwiller-lès-Saverne im Elsass, um 1490.

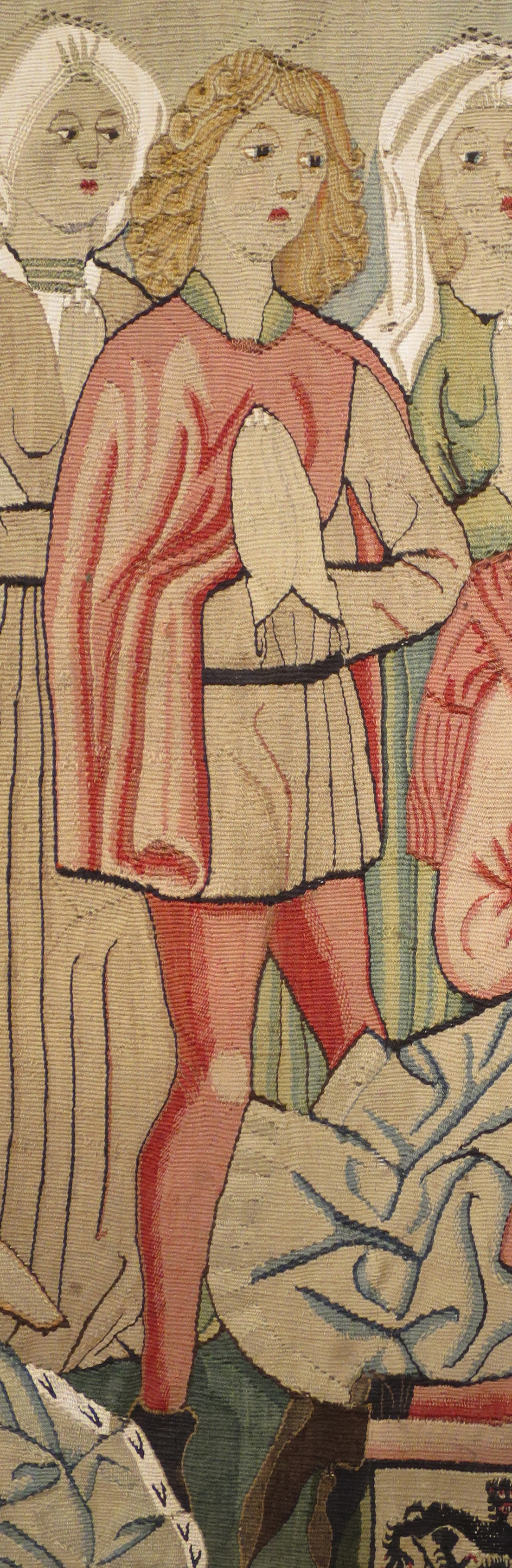
Philipp I. auf dem Adelphus-Teppich

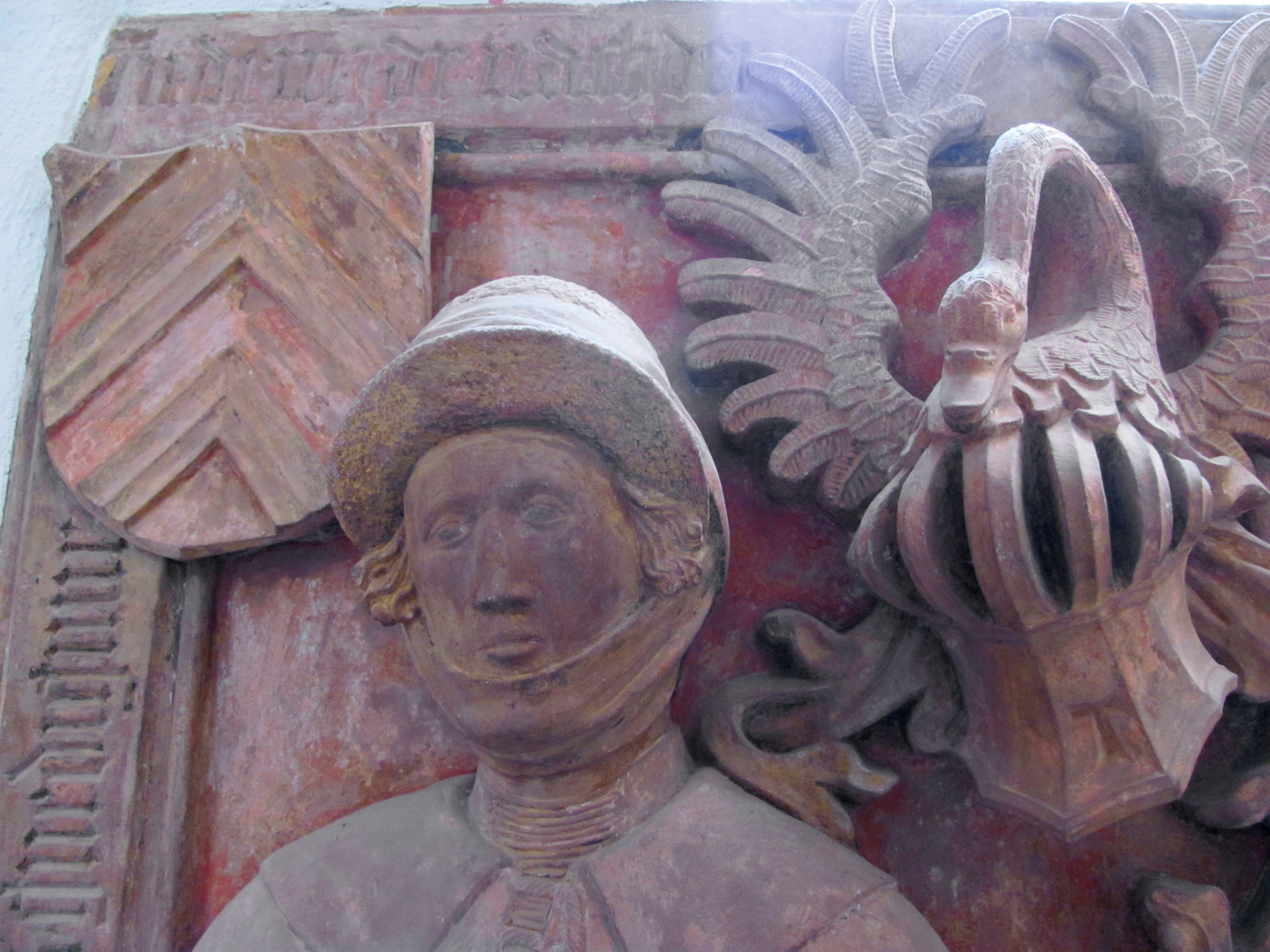
Philipp I. auf seinem Epitaph in der Stadtkirche St. Nikolaus in Babenhausen

Philipp I. (der Ältere) von Hanau-Lichtenberg (* 8. November 1417 in Windecken; † 10. Mai 1480 in Ingweiler, heute: Ingwiller) war Graf von Hanau und regierte nach einer Landesteilung zwischen ihm und seinem Neffen, Graf Philipp I. (dem Jüngeren), den Hanau-Lichtenberger Landesteil.

## Die Zeit vor der Landesteilung
Philipp I. (der Ältere) von Hanau wurde am 8. November 1417 auf der Burg Windecken als Sohn des später zum Grafen erhobenen Reinhard II. von Hanau und dessen Frau, Katharina von Nassau-Beilstein, geboren und zwei Tage später dort getauft. Paten waren Johann Trier, Komtur des Deutschen Ordens in Frankfurt, und Gertrud (auch Gela genannt) von Cronberg, Tochter von Frank X. von Cronberg (1381–1423) und Gertrud von Hatzfeld (1381–1409), damals in zweiter Ehe verheiratet mit Philipp von Frankenstein († 1433).
Ursprünglich war für Philipp als nachgeborenem Sohn eine geistliche Karriere geplant. Dazu kam es aber aus unbekannten Gründen nicht. Vielmehr finden wir ihn in der Mitte des 15. Jahrhunderts mit einer Militärkarriere beschäftigt. 1448 befindet er sich im Lager des Herzogs von Cleve bei dessen Streit mit dem Erzbischof von Köln. Im Jahr 1451 starb sein Vater. Nachfolger wurde sein Bruder, Graf Reinhard III.

## Landesteilung

### Ausgangssituation
1452 starb nach nur einjähriger Regierungszeit auch Graf Reinhard III. Erbe war dessen Sohn, der erst vier Jahre alte Philipp „der Jüngere“.
Dass ein Vierjähriger die Grafschaft erbte, brachte die Familie in einen Konflikt:
- Entweder wurde die seit 1375 im Haus Hanau zu beachtende Primogenitur befolgt. Dies bedeutete abzuwarten, ob Philipp I. der Jüngere das Erwachsenenalter erreichte, Nachkommen zeugte und die Dynastie fortsetzte. Dies hatte den Vorteil, dass der Besitz der Familie in einer Hand erhalten wurde. Sie hatte aber den Nachteil, dass, sollte Philipp der Jüngere ohne erbberechtigte Nachkommen versterben, die Dynastie aussterben würde.
- Oder die Familie missachtete das Primogeniturgebot und erlaubte dem nächsten Agnaten, Philipp I. dem Älteren, zu heiraten. Dies hatte den Vorteil, die Chancen für einen Fortbestand der Dynastie erheblich zu erhöhen, aber den Nachteil, dass die Grafschaft dazu geteilt werden musste. Auch bei diesem Modell drängte die Zeit. Philipp der Ältere war zu diesem Zeitpunkt knapp 40 Jahre alt.

### Kampf um die Teilung
Die Auseinandersetzung um die Teilung der Grafschaft ist relativ gut dokumentiert. Es bildeten sich in der Grafschaft und in der regierenden Familie Parteien. Für Philipp den Jüngeren bestand aufgrund seiner Minderjährigkeit eine Vormundschaft. Diese nahmen zunächst sein Großvater mütterlicherseits, Pfalzgraf Otto I. von Pfalz-Mosbach, seine Großmutter väterlicherseits, Katharina von Nassau-Beilstein, und sein Onkel, Philipp der Ältere, wahr. Dies gilt für die Zeit vor und während der Landesteilung. Danach wurde Philipp der Ältere zum alleinigen Vormund bestellt. Philipp der Jüngere wurde 1467 volljährig.
Die Partei, die die Interessen Philipps des Älteren vertrat, hatte zunächst das Nachsehen. Pfalzgraf Otto I. von Pfalz-Mosbach war gegen die Teilung. Er stützte damit die Position seiner Tochter Margarethe, der Witwe Reinhards III. und Mutter Philipps des Jüngeren. Er suchte die Stellung seines Enkels als alleinigem Erben und Stammhalter in der Grafschaft Hanau zu erhalten.
Der älteren Gräfin-Witwe, Katharina von Nassau-Beilstein, konnte es dagegen gleichgültig sein, ob ihr zweitgeborener Sohn, Philipp der Ältere. oder ihr Enkel, Philipp der Jüngere, die Linie fortsetzte. Sie schätzte die Gefahr für den Bestand des Hauses Hanau geringer ein, wenn dem erwiesenermaßen zeugungsfähigen Philipp dem Älteren schnellstmöglich die Heirat ermöglicht würde, statt einzig auf das Kind Philipp den Jüngeren zu setzen.
Die Partei Philipps des Älteren organisierte deshalb eine abgestimmte Aktion aller Verwandten der gräflichen Familie, der wichtigsten Kooperationen ihrer Untertanen – vor allem die vier Städte der Grafschaft Hanau, Windecken, Babenhausen und Steinau –, der Verbände der Burgmannen der Burg Babenhausen und der Pfalz Gelnhausen und der Vasallen des Grafen von Hanau, die alle an den Pfalzgrafen Otto I. schrieben und darum baten, dass auch er einer Heirat Philipps des Älteren zustimmen möge. Die Schreiben werden im Hessischen Staatsarchiv Marburg aufbewahrt.

### Teilungsvertrag von 1458
Als seine Tochter Margarethe 1457 starb, erlosch das Interesse des Pfalzgrafen Otto I., die Teilung zu verhindern. Damit fiel die Risikoabwägung zugunsten einer Heirat Philipps des Älteren und einer Landesteilung aus. Unverzüglich, schon im Januar 1458, wurde ein Familienvertrag besiegelt, der alle Teile der Grafschaft, die südlich des Mains lagen, vor allem also die Ämter Babenhausen und der hanauische Anteil am Kondominat Umstadt, Philipp dem Älteren zusprach. Gemildert wurde der Nachteil einer Teilung der Grafschaft dadurch, dass Philipp der Ältere nicht einfach die Hälfte der Grafschaft erhielt, sondern lediglich die genannten, viel geringeren Teile. Ebenso erhielt er durch den Familienvertrag das Recht zu heiraten, wovon er schon im gleichen Jahr Gebrauch machte. In jeder der Teilgrafschaften wiederum sollte fortan die Primogenitur gelten.
Im Rückblick war die Entscheidung richtig, nicht weil Philipp der Jüngere vorzeitig gestorben wäre, sondern weil es Philipp dem Älteren und seinen Nachkommen durch vorteilhafte Heiraten gelang, eine eigene ansehnliche Grafschaft, die Grafschaft Hanau-Lichtenberg, zu bilden. Das übrige Territorium, das den überwiegenden Teil der Grafschaft Hanau darstellte, verblieb bei Philipp dem Jüngeren.

### Benennung
Um die beiden Hanauer Grafschaften unterscheiden zu können, wurde der Teil, der von Philipp dem Älteren regiert wurde, nach der Lichtenberger Erbschaft 1480 als Grafschaft Hanau-Lichtenberg bezeichnet. Für den Teil der Grafschaft, der von Philipp dem Jüngeren regiert wurde, wird seit 1496 offiziell von der Grafschaft Hanau-Münzenberg gesprochen. Um die beiden Grafschaften und ihre Regenten in der Zeit zwischen 1458 und diesen Daten unterscheiden zu können, werden durchgängig seit 1458 die Bezeichnungen Grafschaft Hanau-Münzenberg und Grafschaft Hanau-Lichtenberg verwendet.

## Familie
Philipp der Ältere heiratete am 6. September 1458 in Hanau Anna von Lichtenberg, (* 25. Oktober 1442; † 24. Januar 1474) Erbtochter der Herrschaft Lichtenberg. Ihre gemeinsamen Kinder waren:
1. Johann (* ca. 1460; † 4. September 1473), bestattet in der Stadtkirche St. Nikolaus in Babenhausen
2. Philipp II. (* 31. Mai 1462 in Hanau; † 22. August 1504 in Babenhausen)
3. Margarethe (* 15. Mai 1463, Lichtenberg; † 26. Mai 1504), verheiratet mit Graf Adolf III. von Nassau-Idstein-Wiesbaden
4. Ludwig von Hanau-Lichtenberg (* 23. August 1464; † 30. Dezember 1484, Trient)
5. Anna († 1491), Nonne im Kloster Marienborn
6. Dieter (ca. 1468; † 25. Februar 1473[3]), bestattet in der Stadtkirche St. Nikolaus in Babenhausen. Von ihm gibt es – neben seinem Epitaph in der Stadtkirche Babenhausen – vielleicht noch eine Darstellung auf einem Buntglasfenster aus der Totenkapelle seines Großvaters, Ludwigs V. von Lichtenberg, das sich heute im Badischen Landesmuseum in Karlsruhe befindet.[4]
7. Albrecht (* vor 1474; † 24. Juni 1491), bestattet in Buchsweiler

Darüber hinaus hatte Philipp mindestens ein außereheliches Verhältnis, mit wem ist nicht überliefert, aus dem oder aus denen ebenfalls Kinder hervorgingen:
1. Johann von Hanau-Lichtenberg (Lebensdaten nicht bekannt, erwähnt 1463) war Geistlicher. Da er 1463 um den päpstlichen Dispens für die Einnahme einer Pfarrstelle am Altar des Heiligen Georg in Orffal(l), einer Wüstung westlich von Erfurt, nachsuchte, entstammte er wohl einer vorehelichen Verbindung seines Vaters, der bis zur Teilung der Grafschaft Hanau 1458, die ihm erst die Heirat erlaubte, unverheiratet leben musste. Der Name seiner Mutter ist nicht überliefert.[5]
2. Reinhard Hanauer (Lebensdaten nicht bekannt, erwähnt 1512), Propst zu Neuweiler.[5]

## Regierung
Zunächst übernahm Philipp der Ältere nach 1458 die alleinige Vormundschaft für seinen Neffen, Philipp den Jüngeren. Die Grafschaften blieben also bis zu dessen Volljährigkeit 1467 vereint. Anschließend residierte Philipp der Ältere im Schloss in Babenhausen, das er für sich und seine Familie ausbaute. 1460 wurde der Ostflügel errichtet.
Man findet ihn in diesen Jahren bei dynastisch-politischen Aktivitäten bei Landgraf Heinrich III. von Hessen, Kurfürst Friedrich I., von der Pfalz, dem Grafen von Henneberg und beim Kurfürsten Ruprecht von Köln aus dem Haus der Kurfürsten der Pfalz.
1468 bestimmte er, dem Primogeniturgebot aus dem Teilungsvertrag von 1458 für seine Teilgrafschaft folgend, dass von seinen Söhnen nur einer weltlich bleiben solle.
Militärisch beteiligte er sich bei den Auseinandersetzungen zwischen dem Heiligen Römischen Reich und Frankreich um Burgund an der Seite Kaiser Friedrichs III. und an einem Feldzug gegen die Türken.
1480 erbte er für seine Kinder über seine vorverstorbene Frau mit dem Tod von deren kinderlos verstorbenen Onkel, Jakob von Lichtenberg, ebenso wie ihre Schwester, die mit Graf Simon Wecker von Zweibrücken verheiratet war, eine Hälfte der Herrschaft Lichtenberg, größtenteils im Elsass gelegen. Dieser Zugewinn ließ aus der bis dahin bescheidenen Grafschaft Hanau-Babenhausen eine der Münzenberger Landeshälfte vergleichbare Grafschaft werden. Die Zimmerische Chronik kommentierte die Erbschaft folgendermaßen: „In was großem ansehen und macht die freiherren von Liechtenberg im Elsäs gewesen, das mag zu unsern zeiten bei denen großen güetern, darvon die baide geschlechter Bitsch und Hanow reich worden, wol abgenomen werden.“

## Tod

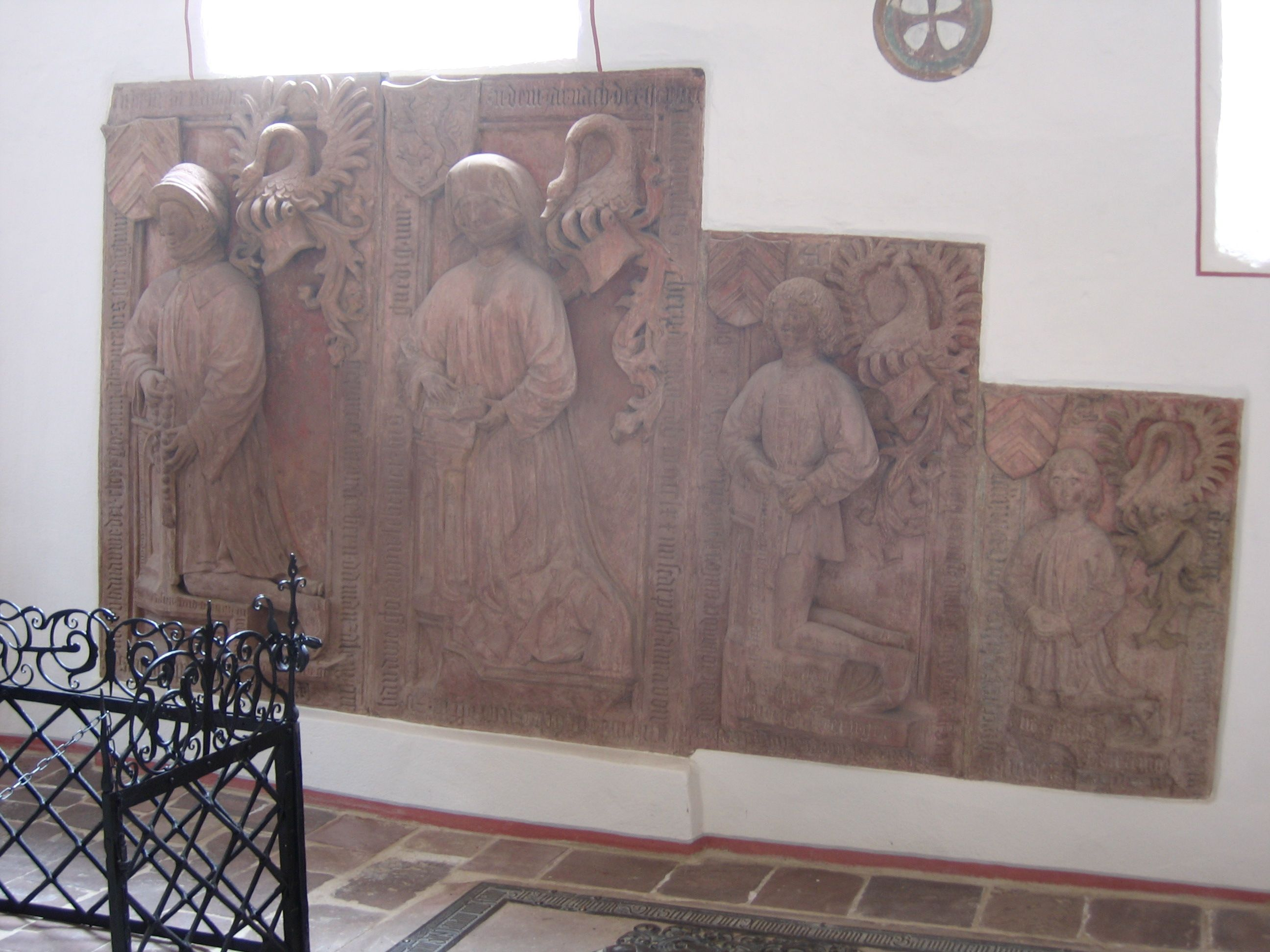
Epitaphien von Philipp I., dem Älteren, von Hanau-Lichtenberg, seiner Frau, Anna von Lichtenberg, und den Söhnen Johann und Dieter in der Stadtkirche Babenhausen (Hessen)

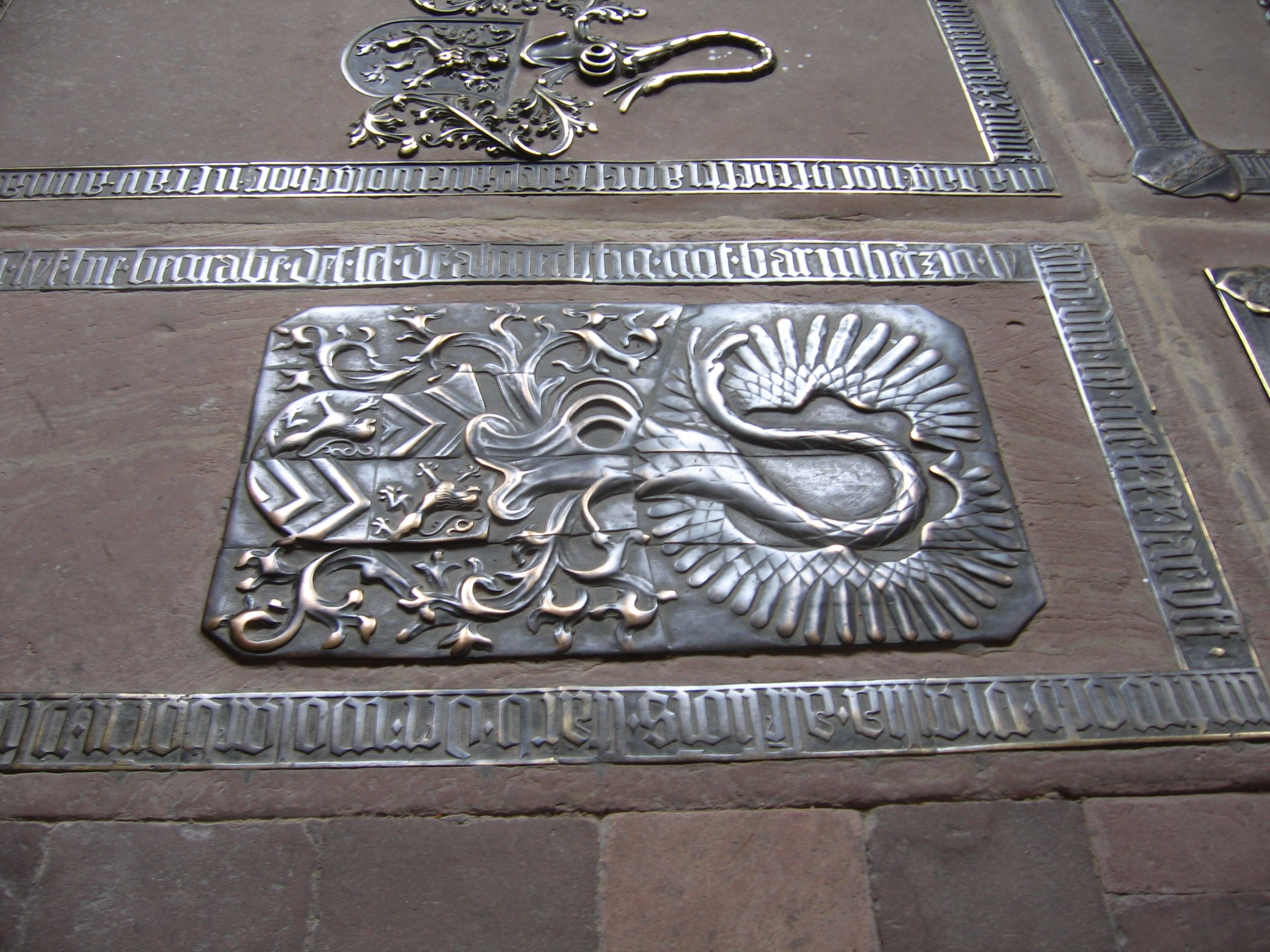
Stadtkirche Babenhausen (Hessen), Grabplatte von Philipp I., dem Älteren, von Hanau-Lichtenberg

Philipp der Ältere starb am 10. Mai 1480, nur einen Tag nachdem er das Teilungsabkommen mit Graf Simon Wecker von Zweibrücken unterzeichnet hatte. Er wurde in der Stadtkirche St. Nikolaus in Babenhausen beigesetzt. Die Epitaphien von ihm, seiner Frau und zweier früh verstorbener Söhne aus rotem Sandstein sind erhalten, darüber hinaus weitere Darstellungen: Auf den St. Adelphus-Teppichen, die in der Peter- und Pauls-Kirche in Neuwiller-lès-Saverne im Elsass aufbewahrt werden, und auf einem Buntglasfenster der Totenkapelle, seines Schwiegervaters, Ludwig V., aus der gleichen Kirche, das sich heute im Badischen Landesmuseum befindet.

## Vorfahren
| Ahnentafel Graf Philipp I. von Hanau-Lichtenberg | Ahnentafel Graf Philipp I. von Hanau-Lichtenberg                                        | Ahnentafel Graf Philipp I. von Hanau-Lichtenberg                                    | Ahnentafel Graf Philipp I. von Hanau-Lichtenberg                                  | Ahnentafel Graf Philipp I. von Hanau-Lichtenberg                                  | Ahnentafel Graf Philipp I. von Hanau-Lichtenberg | Ahnentafel Graf Philipp I. von Hanau-Lichtenberg |
| ------------------------------------------------ | --------------------------------------------------------------------------------------- | ----------------------------------------------------------------------------------- | --------------------------------------------------------------------------------- | --------------------------------------------------------------------------------- | ------------------------------------------------ | ------------------------------------------------ |
| Urgroßeltern                                     | Ulrich III. von Hanau (* 1310; † 1370) ⚭ Adelheid von Nassau-Wiesbaden (* 1327; † 1344) | Eberhard von Wertheim († 1373) ⚭ Katharina von Nürnberg-Hohenzollern († nach 1373)  | Heinrich I. v. Nassau-Beilstein († 1378/80) ⚭ Meyna von Westerburg († 1388)       | Arnold von Randerode ⚭ ?                                                          |                                                  |                                                  |
| Großeltern                                       | Ulrich IV. von Hanau (* ca. 1330; † 1380) ⚭ Elisabeth von Wertheim (* 1347; † 1378)     | Ulrich IV. von Hanau (* ca. 1330; † 1380) ⚭ Elisabeth von Wertheim (* 1347; † 1378) | Heinrich II. von Nassau-Beilstein († 1412) ⚭ Katharina von Randerode († 1415)     | Heinrich II. von Nassau-Beilstein († 1412) ⚭ Katharina von Randerode († 1415)     |                                                  |                                                  |
| Eltern                                           | Reinhard II. von Hanau (* 1369; † 1451) ⚭ Katharina von Nassau-Beilstein († 1459)       | Reinhard II. von Hanau (* 1369; † 1451) ⚭ Katharina von Nassau-Beilstein († 1459)   | Reinhard II. von Hanau (* 1369; † 1451) ⚭ Katharina von Nassau-Beilstein († 1459) | Reinhard II. von Hanau (* 1369; † 1451) ⚭ Katharina von Nassau-Beilstein († 1459) |                                                  |                                                  |
| Philipp I. (der Ältere)                          |                                                                                         |                                                                                     |                                                                                   |                                                                                   |                                                  |                                                  |